# Марті Беррі
Марті Беррі (англ. Marty Barry, 8 грудня 1905, Квебек — 20 серпня 1969, Галіфакс) — канадський хокеїст, що грав на позиції центрального нападника.
Член Зали слави хокею з 1965 року. Володар Кубка Стенлі. Провів понад 500 матчів у Національній хокейній лізі.

## Ігрова кар'єра
Хокейну кар'єру розпочав 1927 року виступами за команду «Нью-Йорк Амеріканс» в НХЛ.
Двічі ставав найкращим бомбардиром плей-оф та неодноразово входив до числа найкращих бомбардирів регулярного чемпіонату.
Перед сезоном 1935/36 його разом з Артом Жіру обміняли з «Бостон Брюїнс» в «Детройт Ред-Вінгс» у зворотньому напрямку відправились Куні Вейленд та Вольтера Басвелла.
Протягом професійної клубної ігрової кар'єри, що тривала 15 років, захищав кольори команд «Нью-Йорк Амеріканс», «Бостон Брюїнс», «Детройт Ред-Вінгс» та «Монреаль Канадієнс».
Загалом провів 552 матчі в НХЛ, включаючи 43 гри плей-оф Кубка Стенлі.

## Нагороди та досягнення
- Володар Кубка Стенлі в складі «Детройт Ред-Вінгс» — 1936, 1937.
- Перша команда всіх зірок НХЛ — 1937.
- Приз Леді Бінг — 1937.

## Статистика
| Сезон        | Клуб                  | Ліга         | Регулярний сезон | Регулярний сезон | Регулярний сезон | Регулярний сезон | Регулярний сезон | Плей-оф | Плей-оф | Плей-оф | Плей-оф | Плей-оф |
| Сезон        | Клуб                  | Ліга         | І                | Г                | П                | О                | ШХ               | І       | Г       | П       | О       | ШХ      |
| ------------ | --------------------- | ------------ | ---------------- | ---------------- | ---------------- | ---------------- | ---------------- | ------- | ------- | ------- | ------- | ------- |
| 1927–28      | «Нью-Йорк Амеріканс»  | НХЛ          | 9                | 1                | 0                | 1                | 2                | —       | —       | —       | —       | —       |
| 1927–28      | «Філадельфія Ерроуз»  | КАХЛ         | 33               | 11               | 3                | 14               | 70               | —       | —       | —       | —       | —       |
| 1928–29      | «Нью-Гейвен Іглс»     | КАХЛ         | 35               | 19               | 10               | 29               | 54               | 2       | 0       | 1       | 1       | 2       |
| 1929–30      | «Бостон Брюїнс»       | НХЛ          | 44               | 18               | 15               | 33               | 34               | 6       | 3       | 3       | 6       | 14      |
| 1930–31      | «Бостон Брюїнс»       | НХЛ          | 44               | 20               | 11               | 31               | 26               | 5       | 1       | 1       | 2       | 4       |
| 1931–32      | «Бостон Брюїнс»       | НХЛ          | 48               | 21               | 17               | 38               | 22               | —       | —       | —       | —       | —       |
| 1932–33      | «Бостон Брюїнс»       | НХЛ          | 47               | 24               | 13               | 37               | 40               | 5       | 2       | 2       | 4       | 6       |
| 1933–34      | «Бостон Брюїнс»       | НХЛ          | 48               | 27               | 12               | 39               | 12               | —       | —       | —       | —       | —       |
| 1934–35      | «Бостон Брюїнс»       | НХЛ          | 48               | 20               | 20               | 40               | 33               | 4       | 0       | 0       | 0       | 2       |
| 1935–36      | «Детройт Ред-Вінгс»   | НХЛ          | 48               | 21               | 19               | 40               | 16               | 7       | 2       | 4       | 6       | 6       |
| 1936–37      | «Детройт Ред-Вінгс»   | НХЛ          | 47               | 17               | 27               | 44               | 6                | 10      | 4       | 7       | 11      | 2       |
| 1937–38      | «Детройт Ред-Вінгс»   | НХЛ          | 48               | 9                | 20               | 29               | 34               | —       | —       | —       | —       | —       |
| 1938–39      | «Детройт Ред-Вінгс»   | НХЛ          | 48               | 13               | 28               | 41               | 4                | 6       | 3       | 1       | 4       | 0       |
| 1939–40      | «Монреаль Канадієнс»  | НХЛ          | 30               | 4                | 10               | 14               | 2                | —       | —       | —       | —       | —       |
| 1939–40      | «Піттсбург Горнетс»   | ІАХЛ         | 6                | 2                | 0                | 2                | 0                | 7       | 2       | 1       | 3       | 4       |
| 1940–41      | «Міннеаполіс Міллерс» | АХА          | 32               | 10               | 10               | 20               | 8                | 3       | 1       | 0       | 1       | 0       |
| Усього в НХЛ | Усього в НХЛ          | Усього в НХЛ | 509              | 195              | 192              | 387              | 231              | 43      | 15      | 18      | 33      | 34      |